# Baltimore Sportif Club
Baltimore Sportif Club is een Haïtiaanse voetbalclub uit Saint-Marc. De club werd opgericht in 1974 en werd vernoemd naar de Amerikaanse voetbalclub Baltimore Colts.

## Erelijst
Landskampioen
2005 F, 2006 O, 2007 O